# Christian Tegtmeyer
Christian Tegtmeyer (geboren 16. Februar 1854 in Engelbostel; gestorben 21. Februar 1930 in Hannover) war ein deutscher Fuhrunternehmer, Gast- und Landwirt, Spediteur, Montan- und Bauunternehmer und Stifter.

## Leben

### Familie
Christian Tegtmeyer wurde zur Zeit des Königreichs Hannover 1854 in Engelbostel geboren, wo schon zuvor, 1828, ein Hofbesitzer namens „Chr. Tegtmeyer“ als Viehwäger tätig war.
Tegtmeyer war verheiratet mit Adolfine, geborene Rahlfs (geboren 16. Februar 1853 in Limmer; gestorben 28. Februar 1932 in Hannover).

### Werdegang
Christian Tegtmeyer machte sich in den frühen Jahren des Deutschen Kaiserreichs 1877 im Alter von etwa 23 Jahren selbständig; zunächst als Gastwirt und als Landwirt in der damaligen Gemeinde Linden vor Hannover. Wenige Jahre später erwarb er in Limmer den dortigen „althistorischen ehemaligen Dorfkrug“, das spätere Hotel zum Kronprinz von Hannover. Nach und nach kaufte Tegtmeyer zudem rund 60 Morgen Ländereien und um Limmer und pachtete außerdem weitere rund 100 Morgen zum Aufbau einer Landwirtschaft.
Einen Teil der von ihm erworbenen Ländereien, die zum Abbau von Asphalt geeignet waren, verkaufte er später wieder, während er andere Flächen als Montanunternehmer Kies-, Sand- und Lehmgruben ausbeutete. Eine seiner Kiesgruben unterhielt der noch immer als Gastwirt tätige Tegtmeyer auf dem Buchenberg zwischen Ahlem und Limmer. Dort wurden im Zeitraum von 1890 bis 1893 aus Brandgräbern der Völkerwanderungszeit Gefäße und Grabbeigaben geborgen. Aus der Ahlemer Grube gelangten Stücke in das Museum in Northeim sowie in das Eigentum des heutigen Niedersächsischen Landesmuseums Hannover.
Ein weiterer Grundbesitz Tegtmeyers lag auf dem Gebiet von Davenstedt im Verlauf der heutigen Adolfinenstraße.
Seinem Wirtschaftsbetrieb gliederte Tegtmeyer zum Abtransport der gewonnenen Bodenschätze einen Fuhrbetrieb an, mit dem er dann auch für die umliegenden Industrien Dienstleistungen erbrachte. Da sich im Zuge der Industrialisierung der damalige Vorort Limmer mehr und mehr zu einem Standort größerer Industrieunternehmen entwickelte, kaufte Tegtmeyer zwecks Expansion seines Fuhrbetriebes 1895 einen alten Vollmeier-Hof, von dem aus seine Fuhrwerke Großaufträge ausführen konnten, darunter für Unternehmen wie die Hannoversche Gummikamm Comp. (die späteren Hannoverschen Gummiwerke Excelsior), die Imperial Continental Gas Association, die Gebr. Körting und andere Auftraggeber.
Beim Ausbruch des Ersten Weltkrieges unterhielt Tegtmeyer einen Fuhrpark mit 54 Pferden. Daneben legte der umtriebige Unternehmer sieben Straßen an, an denen er – unter Einsatz selbstabgebauter Rohstoffe – zahlreiche Wohngebäude für die im Zuge der Industrialisierung rasch wachsende Bevölkerung errichtete.
Gemeinnützig tat sich Christian Tegtmeyer durch die Gründung beziehungsweise Geräte-Beschaffung für den Turnclub Limmer und ortsansässige Freiwillige Feuerwehr; beide zeichneten ihn mit der Ehrenmitgliedschaft aus. Zudem betrieb Tegtmeyer die Errichtung des Sackmann-Denkmals für den Limmer Pastor Jacobus Sackmann.
Während der Weimarer Republik erweiterte Tegtmeyer sein zuvor ausschließlich aus Pferdekutschen bestehendes Fuhrunternehmen durch die Anschaffung von Kraftwagen. Sitz des Unternehmens Chr. Tegtmeyer und dessen Geschäftsgebäude fanden sich seinerzeit unter der Adresse Tegtmeyerstraße 6 sowie Brunnenstraße 3–7.
Christian Tegtmeyer starb am 21. Februar 1930 in Hannover.

## Tegtmeyerstraße
Die historische Straße des Dorfes Limmer, an dem Christian Tegtmeyer im 19. Jahrhundert seinen Wohnsitz nahm, wurde „vor 1901“ amtlich nach dem Fuhrunternehmer benannt.

## Adolfinenstraße
Die 1928 zu Lebzeiten Tegtmeyers im hannoverschen Stadtteil Davenstedt angelegte Adolfinenstraße, die die Harenberger Straße mit der Straße In der Steinbreite verbindet, führte über ein Grundstück des Landwirtes und wurde nach dessen Ehefrau Adolfine benannt.